# 鈴木まなか
鈴木 まなか（すずき まなか、1993年8月30日 - ）は、日本のソングライター、編曲家、音楽プロデューサー。

## 来歴
幼少期から音楽に興味を持ち、学生時代に本格的に作曲やDTMの勉強を始める。
2011年、音楽事務所「Vanir」に所属し、17歳で作曲家としてメジャー・デビューを果たす。2014年、音楽レーベルである「エイベックス」と専属契約を締結、音楽プロデューサーとしての実績を重ねる。2018年4月、エイベックスを辞め、フリーランスとして活動を開始。2019年4月26日、作曲家・編曲家のHiroki Sagawaと共同にて「Relic Lyric.ink」を設立。

## 逸話
こんどうようぢの音楽プロデュースを、メジャー1stシングルから担当する。エイベックスのアイドル専用レーベル、iDOL Streetのプロジェクト「Girls Street 2020」に音楽プロデューサーとして参加。iDOL Street第四弾グループ「わーすた」の音楽プロデュースを担当。
インディーズアーティストも含め、10代にして120曲以上もの楽曲を提供する。
AKB48グループ最年少の作曲家として注目を集める。横山由依の高校の後輩で光宗薫とは高校の同級生にあたる。

## 提供・参加作品
五十音順
ア行
- アイドルカレッジ
  - 「えいえいおー!」（作詞・作曲）
- ideal peco
  - 「ちちんぷんぷん」（作詞・作曲）
- AOAO
  - 「AOHARU」（作詞・作曲）
- Adorable Punch
  - 「記念日☆」（作詞・作曲）
- I MY ME MINE
  - 「にんげんフェスティバル」（作詞・作曲）
- あゆみくりかまき
  - 「「キミが好き」「キミが好き」」（作詞）
- 安斉かれん
  - 「夜は未完成」（MARIA名義にて楽曲制作に参加）
- IBERIs&
  - 「&er」(作曲）
  - 「Magic Hour」(作曲）
- unders7
  - 「＃キミの夢、叶えるのが夢」（作詞・作曲）
  - 「照れ隠しの麦茶」（作詞・作曲）
  - 「"あんなな"のセカイ」（作詞・作曲）
  - 「年上みたいなgirl」（作詞）
  - 「おもちゃ箱の宝物」（作詞）
  - 「宇宙飛行士」（作詞・作曲）
- 板野友美
  - 「Sister」（作曲）
- 伊藤千晃
  - 「brand new」（作曲）
- WEST.
  - 「A.H.O. 」（作曲）
- 浦田直也
  - 「UNREAL?」（MARIA名義にて楽曲制作に参加）
  - 「until we meet again」(MARIA名義にて楽曲制作に参加)
  - 「lose yourself」(MARIA名義にて楽曲制作に参加)
- 8motion
  - 「マイホビーイズキミ」（作詞）
  - 「あしたも、２２時頃にボイチャで」（作詞）
  - 「君とテとリス」（作詞）
  - 「おばけcoming」（作詞・作曲）
- HKT48
  - 「私はブルーベリーパイ」（作曲・編曲）
- NMB48
  - 「インゴール」（作曲）*TBS系列 『第92回全国高校ラグビー大会』 テーマ・ソング
- OSAKAラピラーズ
  - 「涙の恋愛ナビゲーション」（作詞・作曲）
- 大阪 DAIZY7
  - 「僕だけのサンシャイン」（作詞・作曲）
- おはスタALL STARS
  - 「明日をつくろう」（作詞・作曲）

カ行
- CROWN POP
  - 「たけのこにょっき」（作詞・作曲・編曲）
- こんどうようぢ
  - 「キミキミDOG」（作詞・作曲・プロデュース）
  - 「ぐるぐるんセカイ」（作詞・作曲・プロデュース）
  - 「Going take a walk」（作詞・作曲・プロデュース）
  - 「ぱんっ!!!!!」（作詞・作曲・プロデュース）
  - 「だンオイラ」（作詞・作曲・プロデュース）
  - 「カルナバル」（プロデュース）
  - 「東京は夜の7時」（プロデュース）
  - 「Party☆Party」（プロデュース）
  - 「Starlight baby girl」（プロデュース）

サ行
- 沙南
  - 「DreamingGirl」（作曲）
- サッポロ Snow♥Loveits
  - 「KIMIへスタート!」（作詞・作曲）
- Sarah
  - 「I am I」（作曲）
  - 「Scars」（作曲）
- 私立恵比寿中学
  - 「ぐらりぐら想い」（作詞・作曲）
- Snow Man
  - 「リンディーララ」（作詞・作曲）
  - 「7%」（作詞・作曲・編曲）
- SUPER☆GiRLS
  - 「飛行機雲、いつか」（作詞・作曲）
  - 「「サヨナラ」なんて」（作詞・作曲）
  - 「恋は初心者マーク」（作詞・作曲）
  - 「片想いのシンデレラ」（作詞）
  - 「☆マカロニマカロン☆」（作詞）
  - 「すすすすすすすき」（作詞・作曲）
- SENDAI Twinkle★moon
  - 「レスキュー・君に夢中」（作詞・作曲）
  - 「全力！ダーリン」（作詞・作曲）
- 想天坊
  - 「言いたかった.. 言えなかった.. feat. YU-KI」（作曲）
- GEM
  - 「EMERGE!!」（作詞・作曲）
- Jammy
  - 「Beautiful」（作詞・作曲・編曲）
  - 「J・a・m・m・y」（作詞・作曲・プロデュース）
  - 「Everything 〜あなたがいるから〜」（作曲・プロデュース）
- JUN (from U-KISS)
  - 「I'm in love with you」（作詞）
- GEERISZ
  - 「Dancing now!!」（作詞・作曲）
  - 「ONLY YOU」（作詞・作曲」
- 逗子三兄弟
  - 「海にいこーぜ」（コーラス）
  - 「裸足のヴィーナス」（コーラス）

タ行
- 『刀剣乱舞』～和泉守兼定 堀川国広 山姥切国広 参騎出陣～
  - 「黄昏のララバイ」（作詞）
- 谷口愛季
  - 「私にバイバイ」（作詞）
- Cheeky Parade
  - 「Glory Days」（作曲）
  - 「Happy Days 」（作曲）
- chuLa
  - 「ぐるぐるぐるぐるりん地球」（作詞・作曲）
- TOKYO TORiTSUこれで委員会
  - 「愛 LOVE YOU キセキ」（作詞・作曲）
- Dream Ami
  - 「マジックタイム」（作曲）CM 東京インテリア

ナ行
- ラブライブ!虹ヶ咲学園スクールアイドル同好会
  - 「MELODY」（作曲）
  - 「LIKE IT! LOVE IT!」（作曲）
  - 「エイエ戦サー」（作詞・作曲）
- NAGOYA Chubu
  - 「MY ファイティン」（作詞・作曲）
- 新山詩織
  - 「Dear friend」（作曲）
- NEO JAPONISM
  - 「Butterfly Effect」（作詞・作曲）
- notall
  - 「2度目のハツコイは存在した」（作曲）
  - 「ふゆ、はる、なつ、あき、きみ」 (作詞・作曲)

ハ行
- HOP-PASS
  - 「Hands Up!〜幸せの法則〜」（作詞・作曲）
- Hima
  - 「イマヲイキテ」（作曲）
- BUZZ-ER.
  - 「ヘルプミー!」（作詞・作曲）
- Flower
  - 「秋風のアンサー」（作曲）*読売テレビ・日本テレビ系ドラマ『ビンタ!〜弁護士事務員ミノワが愛で解決します〜』 主題歌
  - 「とても深いグリーン」（作曲）
- FRUITS ZIPPER
  - 「完璧主義で☆」（作詞・作曲）
- FUKUOKA はかたみにょん★
  - 「アイ♡ウォンチュー」（作詞・作曲）
- 藤社優美（元SDN48）
  - 「Only you」（作曲）
- FES☆TIVE
  - 「バナナナナ不思議。」（作詞・作曲）
  - 「カマキリさんVSひつじさん」（作詞・共作曲）
  - 「大将と祭りの恋愛フェスティバル」　（作詞・作曲）
  - 「#トレジャーハンター」（作詞・作曲）
- WHITE JAM
  - 「好き好きオバケ」（作詞・作曲）

マ行
- まなかななか
  - 「気まぐれロマンティック」（コーラス・編曲・プロデュース）
  - 「Dream」（コーラス・編曲・プロデュース）
  - 「渋谷で5時」（歌・コーラス・編曲・プロデュース）
- モンスターパレード
  - 「あっち向いて、ボク」（作詞）

ヤ行
Yup'in
- 「Goin' my way」（作曲・編曲）

ラ行
- Lily of the valley
  - 「ちーーーーー」（作詞・作曲・編曲）
- Le Lien
  - 「Every time〜きらいのはんたい。〜」（作詞・作曲）
- LOVE9LOVE
  - 「トクトクンしちゃうモノあげますねっ！」（作詞・作曲）
  - 「あっちっちLOVE」（作詞・作曲）
  - 「ぷるぷるしないで」（作詞・作曲）

- ROOKEY♡ROOKEYS
  - ・「むーむーおむむ オムライス」（作詞）

ワ行
- 渡辺美優紀
  - 「ちゃぷちゃぷ音頭」（作詞・共作曲）
- ONEUS
  - 「Youth(Japanese ver.)」（作詞）
- わーすた
  - 「完全なるアイドル」（作詞・作曲）
  - 「ぱわわわわん!!! パワーパフ ガールズ」（作詞・作曲）*カートゥーン ネットワーク「パワーパフガールズ」公式ダンスソング
  - 「ゆうめいに、にゃりたい。」（作詞・作曲）
  - 「グーチョキパンツの正義さん」（作詞・作曲）*テレビ朝日・メ〜テレ系アニメ『ヘボット!』エンディング
  - 「Just be yourself」（作詞）*テレビ東京系『アイドルタイムプリパラ』 オープニングテーマ　*劇場版アニメ『劇場版プリパラ　み〜んなで輝け!キラリン☆スターライブ!』 主題歌
  - 「NEW にゃーくにゃくにゃ水族館2」（作詞・作曲）
  - 「約束だから」（作詞・作曲）
  - 「最上級ぱらどっくす」（作詞）*テレビ東京系『アイドルタイムプリパラ』 オープニングテーマ
  - 「Overture」（作詞・作曲・編曲）
  - 「いぬねこ。青春真っ盛り」（作詞・作曲）
  - 「うるとらみらくるくるふぁいなるアルティメットチョコびーむ」（作詞・作曲）
  - 「Doki Doki♡today」（作詞・作曲）
  - 「ワンダフル・ワールド」（作詞・作曲）
  - 「好きな人とか居ますか」（作詞・作曲）
  - 「Zili Zili Love」（作詞・作曲）
  - 「らんらん・時代」（作詞・作曲）
  - 「にこにこハンブンコ」（作詞・作曲）
  - 「スイカ割り」（作詞・作曲）
  - 「ちいさな ちいさな」（作詞・作曲・編曲）
  - 「いまはむかし」（作詞・作曲）
  - 「恋するにゃこたん 〜フリもフラレもあなたのまま〜」（作詞・作曲）*テレビCM『ハウステンボス ハロウィーン』
  - 「Magical Word」（作詞・作曲）
  - 「ねぇ愛してみて」（作詞・作曲）*テレビCM『国際医療福祉大学 特待奨学生特別選抜入試 』
  - 「Stay with me baby」（作詞）
  - 「WELCOME TO DREAM」（作詞）*テレビ東京系『アイドルタイムプリパラ』 エンディングテーマ
  - 「くらえ!必殺!!猫パンチ★ 〜私たち戦うにゃこたん【レベル5】〜」（作詞）
  - 「ぐるトレ」（作詞）
  - 「プリティー☆チャンネル」（作詞）*テレビ東京系『キラッとプリ☆チャン』エンディングテーマ
  - 「SHINING FLOWER」（作詞）*テレビ東京系『キラッとプリ☆チャン』エンディングテーマ
  - 「KIRA KIRA ホログラム」（作詞）*テレビ東京系『キラッとプリ☆チャン』エンディングテーマ
  - 「誰も悪くない」（作詞・作曲）
  - 「メラにゃイザー!!!!!〜君に、あ・げ・う♪〜」（作詞）
  - 「遮二無二 生きる!」（作詞・作曲）
  - 「べちょべちょパンケーキ? feat.そこの君。a.k.a.ヲタ」（共作詞・共作曲）
  - 「Never Ending The World」（共作詞・共作曲）
  - 「雨のキモチ」（共作詞）
  - 「すまん、犬。」（作詞・作曲）
- 1 de mic
  - 「らぶすとーりー。」（作詞）
  - 「スマホさんvsボク」（作詞・共作曲）
- Onephony
  - 「そばにいたいな」（作曲）

## 出演

### テレビ
- 関ジャム 完全燃SHOW

### 雑誌
- Sound Recording
- DTMマガジン

### ライブ
- Japan Expo Paris
- O-east